# Horehronie
„Horehronie“ je píseň slovenské zpěvačky Kristiny. Text napsal Kamil Peteraj, hudbu složil Martin Kavulčík. Píseň měla premiéru koncem listopadu 2009 na internetovém rádiu radio.sk.
V roce 2010 se Kristina s touto písní zúčastnila soutěže Eurovision Song Contest 2010. Poprvé zazněla 5. února 2010 v rámci 4. soutěžního kola. Zvítězila s počtem 36,7% diváckých hlasů. V semifinále obdržela plný počet bodů od poroty i od televizních diváků a ve finále 27. února zvítězila v národním kole.
Před národním finále obvinil týdeník Plus 7 dní zpěvačku z plagiátorství. Píseň se podle vyjádření týdeníku velmi nápadně podobala písni „Oj Devojče“ makedonského zpěváka Tošeho Proeskiho. 3. března produkční tým zpěvačky oznámil, že zažaluje týdeník z trestného činu pomluvy.
Píseň se stala ve slovenském rádiích velmi úspěšnou a propracovala se na první místo.

## Seznam skladeb
| Horehronie | Horehronie                            | Horehronie |
| Pořadí     | Název                                 | Délka      |
| ---------- | ------------------------------------- | ---------- |
| 1.         | Horehronie / radio edit               |            |
| 2.         | Horehronie / etended                  |            |
| 3.         | Horehronie / akustická verzia         |            |
| 4.         | Horehronie / KaMa remix radio edit    |            |
| 5.         | Horehronie / KaMa remix extended      |            |
| 6.         | Horehronie / Cj Macintosh and MamboDj |            |
| 7.         | Horehronie / Karaoke verzia           |            |
| 8.         | Stonka - radio edit                   |            |
| 9.         | Stonka - akustická verzia             |            |
| 10.        | Stonka - KaMa remix radio edit        |            |
| 11.        | Stonka - KaMa remix extended          |            |